# Adam Ondra
Adam Ondra (* 5. února 1993, Brno) je český lezec a olympionik, který se již ve dvanácti letech (rok 2005) zařadil mezi deset nejlepších světových lezců na obtížnost, a čtyřnásobný mistr světa. Přes deset let vede žebříčky skalních lezců a světová média jej nazývají českou senzací sportovního lezení. V září 2017 jako první přelezl novou nejtěžší cestu světa Silence (vlastní projekt obtížnosti 9c) a opět tak posunul hranice lezení. V letech 2007–2018 byl desetkrát nominovaný na ocenění Salewa Rock Award, které pětkrát získal. Je držitel ceny Jiřího Gutha-Jarkovského za rok 2017, nejvyššího ocenění Českého olympijského výboru. V roce 2021 se zúčastnil letních olympijských her v Tokiu, kde skončil šestý v kombinaci.

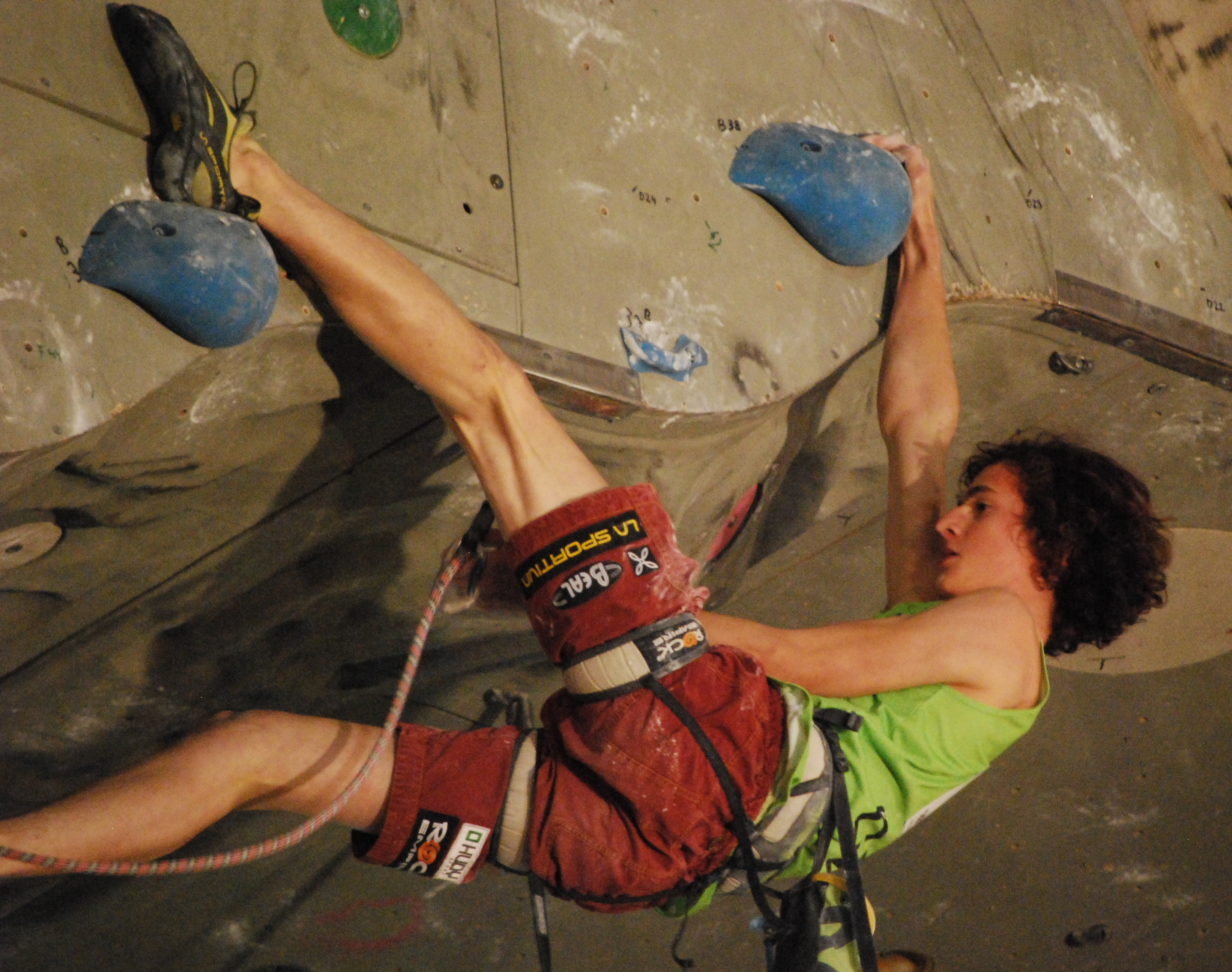
Adam Ondra na Světovém poháru 2009 v lezení na obtížnost v Imstu

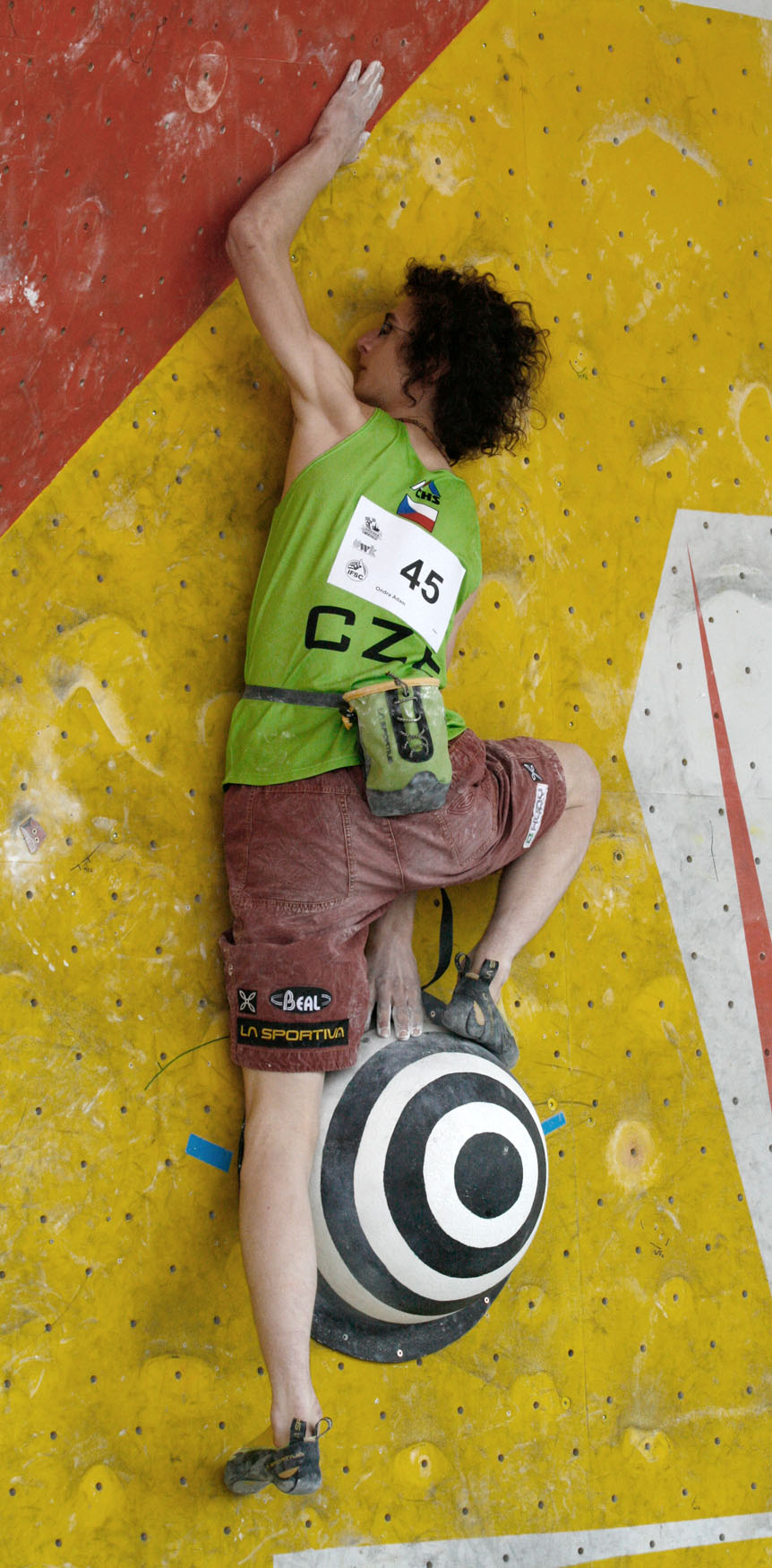
Adam Ondra v semifinále Světového poháru v boulderingu 2010 ve Vídni

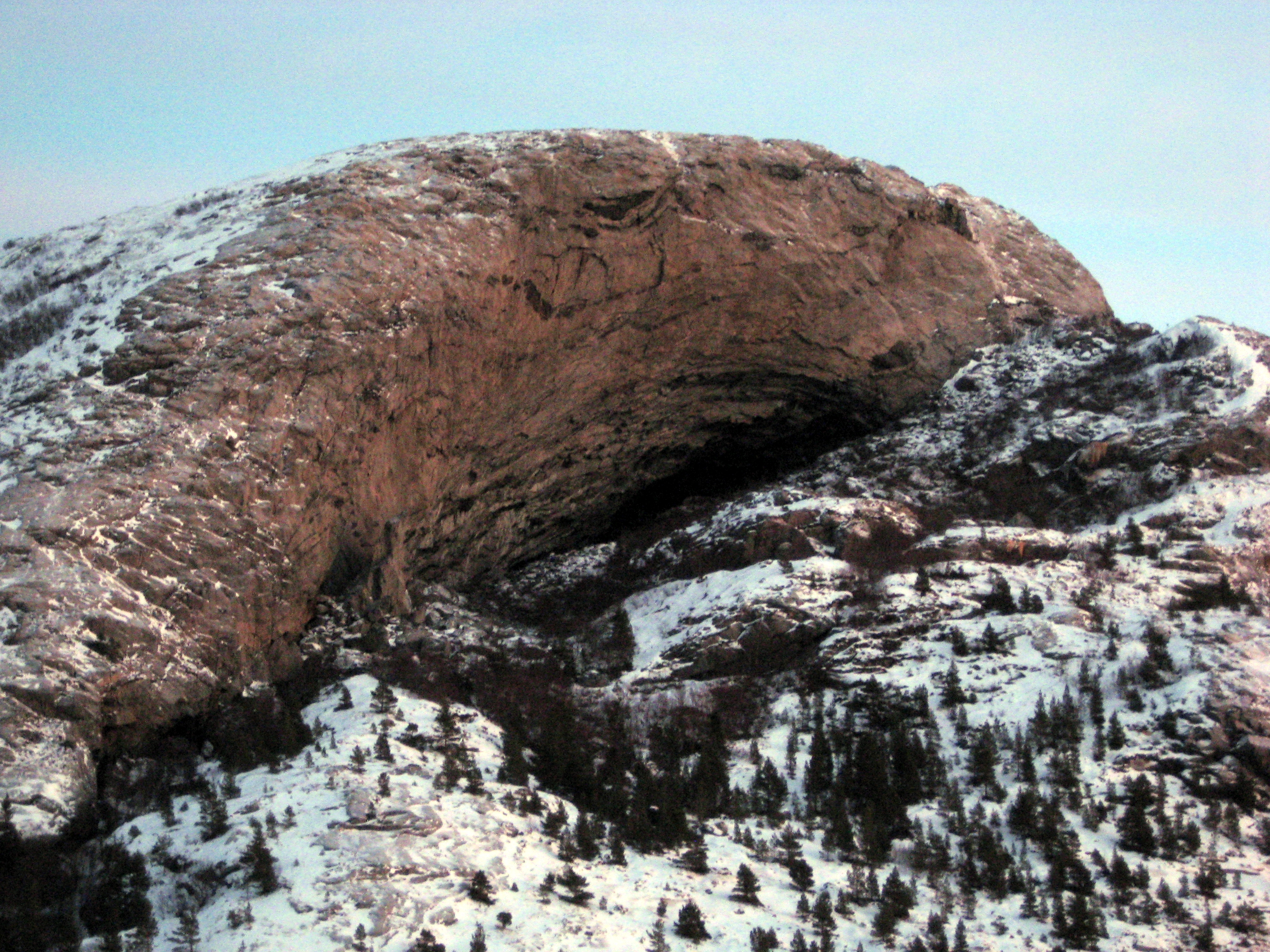
Jeskyně Hanshelleren ve Flatangeru, kde se nachází cesta Change (9b+) a Silence (9c)

## Biografie
Vystudoval brněnské Gymnázium Matyáše Lercha. Hovoří anglicky, italsky, španělsky a německy. O jeho cestě od dětství až na vrchol sportovního lezení i lezení nejtěžších cest nejen ve španělské Siuraně během zimní sezóny vypráví téměř dvouhodinový dokumentární film Petra Pavlíčka Čarodějův učeň, jehož název naráží na jistou podobnost mladého Adama s pohádkovým hrdinou Harrym Potterem či pohádku Otfrieda Preußlera Čarodějův učeň a na stejně pojmenovanou cestu Tomáše Pilky z roku 1992 v Moravském krasu. V roce 2014 dokončili natáčení jeho pokračování ve filmu Change, kde Adam přelézá mimo jiné svou novou nejtěžší cestu Change v obří jeskyni v norském Flatangeru, kde jsou vynikající podmínky pro lezení nejtěžších cest v letním parném období.
V roce 2016 získal titul bakalář v oboru podnikový management na Ekonomicko-správní fakultě Masarykovy univerzity v Brně. Další část jeho života mapuje film rakouského horolezce, fotografa a spisovatele Heinze Zaka: Lezení je umění z roku 2017. Českou cenu Nejlepší sportovní fotografie roku 2018 získal Lukáš Bíba za fotografii Adama Ondry pořízenou na světovém šampionátu v Innsbrucku. Jeho manželkou je lezkyně Iva Ondra.
„Lezení na skalách je hlavně životní styl a trochu sport. Závodní lezení je jen sport a tečka.“ — Adam Ondra v Hyde Parku Civilizace na ČT24 7. 2. 2021  

## Lezecká kariéra
Lezení se věnoval se svými rodiči (oba byli dobrými lezci) již od roku 1999, na svém kontě má první přelez cesty 9c (2017), výstupy stupně obtížnosti 9b+ PP, který v roce 2012 přelezl také jako první na světě, i přelezy cest 9a OS ve sportovním lezení, či 8C+ a 8B+ FLASH v boulderingu. V roce 2009, kdy mohl poprvé závodit mezi dospělými, získal ve svém úplně prvním závodě na MS v Číně druhé místo a celkově vyhrál Světový pohár v lezení na obtížnost. Rovněž dlouhodobě vede neoficiální světový žebříček skalních lezců na serveru 8a.nu. Jeho přelezy těžkých cest se vyznačují lehkostí a výrazně nízkým počtem pokusů, které na přelezení potřebuje. V roce 2010 byl již podruhé oceněn prestižní cenou Salewa Rock Award za přínos ke skalnímu lezení za rok 2009 a za závodní výsledky v roce 2009 byl nominován na La Sportiva Competition Award, kterou však nezískal. Téhož roku zvítězil v seriálu Světového poháru v boulderingu a stal se tak prvním lezcem historie Světových pohárů, který získal prvenství jak v lezení na obtížnost, tak v boulderingu. Roku 2014 získal jako první lezec v historii titul Mistra světa ve dvou disciplínách – v lezení na obtížnost i v boulderingu, za což získal ocenění sportovec roku 2014 od Mezinárodní asociace Světových her a v italském Arcu také druhou prestižní cenu La Sportiva Competition Award.
Kromě závodního lezení na umělých stěnách i přírodních skalách se věnuje i sportovnímu lezení v horách a bigwallům. Má na kontě řadu velmi kvalitních přelezů – Silbergaier v Rätikonu, Hotel Supramonte na Sardinii, velkým úspěchem je první výstup všech délek cesty Tough Enough na Karambony na Madagaskaru stylem RP za jediný den. V roce 2016 vylezl stylem RP bez návratu na zem 32délkovou cestu Dawn Wall na masiv El Capitan v Yosemitském národním parku.
Nedlouho po dosažení plnoletosti se mu podařil prvovýstup cesty La Capella ve španělské Siuraně, navrhované obtížnosti 9b, následovaly ve Španělsku další – prvovýstup Sharmova projektu Caxiraxi v Olianě a první zopakování cesty Chilam Balam.
Pro své úspěchy patřil mezi favority historicky prvního olympijského závodu ve sportovním lezení, uskutečněného roku 2021 na LOH v Tokiu; sám nicméně (tak jako mnozí jeho kolegové) už předem kritizoval nastavený formát kombinace tří různorodých disciplín – lezení na rychlost, na obtížnost a bouldering. Úvodní lezení na rychlost, svou nejslabší disciplínu, zvládl nad očekávání dobře, naopak ztratil na boulderu, kde se mu příliš nedařilo. Přesto stále držel šanci na medaili a díky zvláštnímu způsobu počítání bodů mohl za určité konstelace získat i zlato. Ani na obtížnost se mu sice nepovedlo v limitu přelézt celou cestu, průběžně zde ale držel prvenství i naději na medaili. Tu ztratil, když jeho výkon překonal Jakob Schubert, následkem čehož Ondra skončil celkově až šestý. Postavené cesty byly později kritizovány pro přílišnou obtížnost – např. poslední ze tří boulderových cest nevylezl ze závodníků nikdo.
I přes velké vytížení ve světových podnicích se Ondra pravidelně zúčastňuje i domácích soutěží. Je trojnásobným mistrem České republiky, zvítězil i na boulderingových závodech, jako jsou Petrohradské PADání, Mejcup: bouldersession a dalších.

## Významné úspěchy

### Závodní výsledky
- 2009: vítěz Světového poháru a vicemistr světa v lezení na obtížnost
- 2010: vítěz Světového poháru v boulderingu, vicemistr Evropy v boulderingu a lezení na obtížnost
- 2011: vicemistr světa v boulderingu,[25] třetí v lezení na obtížnost,[26] mistr světa v kombinaci (bouldering, lezení na obtížnost, lezení na rychlost), několikanásobný vítěz Rock Masteru v Duelu[27]
- 2012: třetí místo na MS v lezení na obtížnost[28][29]
- vítěz boulderingových závodů Mejcup v letech 2006–2009, 2011, 2012 a 2014[30]
- 2014: mistr světa v boulderingu v Mnichově [31]
- 2014: mistr světa v lezení na obtížnost v Gijónu, nejvíce medailí z MS (6)[32]
- 2015: dvojnásobný vicemistr Evropy v lezení na obtížnost[33] a v boulderingu[34]
- 2015: vítěz světového poháru v lezení na obtížnost a v kombinaci, 3. místo v boulderingu[35]
- 2015: potřetí vítěz Rock Masteru v Duelu
- 2016: na Rock Masteru získal zlato v Duelu (již čtvrté) i v Boulderingu (první česká medaile vůbec) a stal se zde tak druhým mužem s největším počtem titulů a prvním Čechem (7 zlatých má Ramón Julián Puigblanque, 6 Angela Eiter a 5 Lynn Hill, všichni za obtížnost); zde je také prvním českým závodníkem s medailí (zlatou) v bouldringu[36]
- 2016: mistr světa v lezení na obtížnost a vicemistr světa v boulderningu (tímto se opět nominoval i na Světové hry 2017, tentokrát ve dvou disciplínách, ale her se neúčastnil); celkem: nejvíce medailí z MS (8), druhý nejlepší (i nejlepší český) medailista MS v obtížnosti, v boulderingu i celkově[37]
- 2017: trojnásobný vicemistr Evropy i mistr ČR v lezení na obtížnost
- 2018: vicemistr světa v lezení na obtížnost (podruhé) a v kombinaci
- 2019: mistr světa (potřetí) a mistr Evropy v lezení na obtížnost, nominace na Letní olympijské hry 2020[38]
- 2021: šesté místo na LOH v Tokiu v kombinaci
- 2024: šesté místo na LOH v Paříži v kombinaci

### Sportovní výstupy na skalách
- 2006: Martin Krpan, 9a, PP, Osp, Slovinsko – Výstup roku (ve třinácti letech)[39]
- 2012: Change, 9b+, PP, prvopřelez vlastní nové cesty v norském Flatangeru
- La Dura Dura, 9b+, prvopřelez[40]
- Vasil Vasil, 9b+, Sloup, Moravský kras, prvopřelez, nejtěžší cesta v České republice
- La Capella, 9b, prvopřelez[41]
- Caxiraxi, 9b, prvopřelez[23]
- Stoking the fire, 9b, Španělsko, Santa Linya, první opakování
- Chilam Balam, 9b, první opakování[24]
- Planta de Shiva, 9b, prvopřelez, Výstup roku ČHS[42]
- Change, 9b+, navrtání a první RP přelezení cesty (v té době patrně nejtěžší na světě)[43][44]
- Red River Gorge: Southern Smoke Direct – první přelezení cesty obtížnosti 9a/9a+ stylem flash[45]
- Red River Gorge: Pure Imagination (9a) a Golden Ticket (9a) stylem On Sight, po výstupu je ale Adam překlasifikoval na 8c+
- Chromozome, 9a, flash, Výstup roku ČHS 2015 v kategorii sportovní lezení[46]
- 11/2015: Predátor, 9a+, Srbsko, Český kras, první přelez, nejtěžší cesta v Čechách, jedna z nejtěžších cest v ČR[47]
- 3. 9. 2017: Silence, 9c, Flatanger, Norsko, první přelez cesty 9c na světě (původně Project Hard)[48][49]

### Bouldering
- Jade, 8B+, flash, Výstup roku ČHS 2015 s hvězdičkou v kategorii bouldering[46]
- 2019: Exhumace, 8b, první opakování[50]

### Vícedélkové výstupy
- 2007: Silbergeier, 8b+, Rätikon, Švýcarsko, první přelezení za 1 den, Výstup roku ČHS[51]
- 2008: WoGü, 8c, první volné přelezení stylem PP[52] s Pietrem dal Pra, Výstup roku ČHS
- 2008: Hotel Supramonte, 8b, Sardinie, Výstup roku ČHS
- 2010: Tough Enough, 8c, Karambony, Madagaskar s Pietrem dal Pra,[53] Výstup roku ČHS
- 2016: Dawn Wall, 5.14d, druhé volné přelezení stylem RP, Yosemitský národní park, USA[54]
- 2022: Příklepový strop, 8b+, první volné přelezení, Macocha, Jihomoravský kraj[55]

### Jiná ocenění
- 2008: Salewa Rock Award[56]
- 2010: Salewa Rock Award[57]
- 2010: 1. místo v anketě Horolezec roku 2010
- 2011: Salewa Rock Award[58]
- 2011: 1. místo v anketě Horolezec roku 2011[59]
- 2012: 1. místo v anketě Horolezec roku 2012[60]
- 2013: Salewa Rock Award[61]
- 2013: 1. místo v anketě Horolezec roku 2013
- 2014: Sportovec měsíce srpna 2014 (celosvětové hodnocení IWGA)
- 2014: 1. místo v anketě Horolezec roku 2014
- 2014: Sportovec roku 2014 (celosvětová anketa IWGA)[19]
- 2015: Sportovec Jihomoravského kraje 2014 [62]
- 2015: La Sportiva Competition Award 2015 – Arco Rock Legends[20]
- 2015: 1. místo v anketě Horolezec roku 2015 za přelezy Chromozome Y, Jade a dvě 2. místa na ME 2015
- 2017: Cena Jiřího Gutha-Jarkovského, nejvyšší ocenění Českého olympijského výboru[63]
- 2018: již páté ocenění Wild Country Rock Award za přelez prvního 9c
- 2021: Cena města Brna za rok 2020 za jeho přínos v oblasti sportu[64]

## Filmografie
- 2012 Petr Pavlíček: Čarodějův učeň
- 2014 Petr Pavlíček: Change
- 2017 Heinz Zak: Lezení je umění
- 2018 Adam Ondra Jediný pokus Archivováno 7. 5. 2019 na Wayback Machine.
- 2018 Adam Ondra Setkání s legendami Archivováno 7. 5. 2019 na Wayback Machine.
- 2018 Adam Ondra Ve spárách Archivováno 7. 5. 2019 na Wayback Machine.
- 2018 Adam Ondra Nový svět Archivováno 7. 5. 2019 na Wayback Machine.
- 2019 Adam Ondra Road to Tokyo Archivováno 7. 5. 2019 na Wayback Machine.